# Franc Rotman
Franc (tudi Francesco) Rotman (tudi Rottman ali Rothman), slovenski kipar, * 1710, Vipavsko ali Benetke, † 11. januar 1788, Ljubljana
Rotman je bil učenec beneškega kiparja Giuseppa Torrettija in po prihodu v Ljubljano sodelavec Francesca Robbe. Po Robbovi smrti leta 1757 je v Ljubljani nadaljeval njegovo delo. Opremljal je cerkve po Kranjski, Koroški, Hrvaški in Primorski. Za cerkev v Matenji vasi pri Pivki je v šestdesetih letih 18. stoletja napravil dva stranska oltarja, v Stražah pri Radmirju oltarno mizo s kipom sv. Frančiška Ksaverija (1764-66) in stranske oltarje v Marijini cerkvi na Dolcu v Zagrebu. Njegovi naj bi bili tudi kipi na oltarju sv. Janeza Nepomuka v ljubljanski cerkvi sv. Jakoba (1864) in na oltarju sv. Alojzija v celovški stolnici.